# تق تق (فیلم ۱۹۴۰)
تق تق (به انگلیسی: Knock Knock) یک فیلم کوتاه انیمیشن آمریکایی محصول سال ۱۹۴۰ میلادی که بخشی از سریال اندی پاندا، به تهیه کنندگی والتر لانتس است. این کارتون به عنوان اولین حضور دارکوب زبله شناخته شده‌است و توسط کمپانی یونیورسال پیکچرز در ۲۵ نوامبر ۱۹۴۰ منتشر شد.
مانند بیشتر کارتون‌های آغاز دهه ۱۹۴۰ میلادی لانتز، این اثر نام هیچ کارگردانی را نداشت. خود لانتز ادعا کرده‌است که این کارتون را کارگردانی کرده‌است، اگرچه اطلاعات تازه‌تر نشان داده‌است که الکس لاوی کارگردان واقعی این فیلم بوده‌است.